# Teague (Teksas)
Teague je grad u američkoj saveznoj državi Teksas. Prema popisu stanovništva iz 2010. u njemu je živjelo 3.560 stanovnika.